# Skeptrostachys
Skeptrostachys – rodzaj roślin z rodziny storczykowatych (Orchidaceae). Obejmuje 10 gatunków występujących w Ameryce Południowej w Argentynie, Brazylii, Paragwaju, Surinamie i Urugwaju.

## Systematyka
Rodzaj sklasyfikowany do podplemienia Spiranthinae w plemieniu Cranichideae, podrodzina storczykowe (Orchidoideae), rodzina storczykowate (Orchidaceae), rząd szparagowce (Asparagales) w obrębie roślin jednoliściennych.
Wykaz gatunków
- Skeptrostachys arechavaletanii (Barb.Rodr.) Garay
- Skeptrostachys balanophorostachya (Rchb.f. & Warm.) Garay
- Skeptrostachys berroana (Kraenzl.) Garay
- Skeptrostachys congestiflora (Cogn.) Garay
- Skeptrostachys correana Szlach.
- Skeptrostachys disoides (Kraenzl.) Garay
- Skeptrostachys gigantea (Cogn.) Garay
- Skeptrostachys latipetala (Cogn.) Garay
- Skeptrostachys paraguayensis (Rchb.f.) Garay
- Skeptrostachys rupestris (Lindl.) Garay